# 1960年夏季奥林匹克运动会罗得西亚和尼亚萨兰代表团
1960年夏季奥林匹克运动会罗得西亚和尼亚萨兰代表团是罗得西亚和尼亚萨兰派出的1960年夏季奥林匹克运动会代表团。